# 27e groupe de reconnaissance de division d'infanterie
Le 27e groupe de reconnaissance de division d'infanterie (27e GRDI) est une unité de l'armée française créée en 1939 et rattachée à la 21e division d'infanterie. Il a participé à la Bataille de France lors de la Seconde Guerre mondiale. 

## Historique
Le 27e GRDI est mobilisé entre le 26 août 1939 et la 1er septembre 1939 par les centres mobilisateurs de cavalerie n°29 de Limoges et 11 de Pontivy et le 20e régiment de dragons. Il rattaché à la 21e division d'infanterie (21e DI). Les éléments de Limoges (troupes à cheval) et de Pontivy (troupes motorisées) se rejoignent au nord de Sarrebourg le 4 septembre 1939.

### Drôle de guerre
Le 5 septembre, le GRDI est mis à la disposition du Secteur fortifié de Rohrbach et part dans la nuit occuper les villages devant la ligne Maginot. Il rejoint sa division le 8. Il couvre l'avancée de la division, commencée le lendemain dans le cadre de l'offensive de la Sarre. Le GR tient le flanc de la division et maintient la liaison avec la 9e division d'infanterie motorisée. Il subit ses premières pertes, dont un tué, le 13 septembre en combattant sur la Blies au nord de Gersheim,. Le 27e GRDI passe en réserve de sa division à Betting le 19. 
Il rejoint la position de Bliesbruck le 19, les éléments frontaliers locaux étant mis sous ses ordres. La 21e DI est placée en réserve d'armée le 5 octobre et le GRDI cantonne autour de Langatte puis le 8 part avec sa division en réserve générale vers le nord-ouest de Lunéville.
Début novembre, le GRDI rejoint Montreuil-sur-Mer (Pas-de-Calais).
Les éléments motorisés et l'état-major du 27e GRDI rentrent dans le groupement de Beauchesne composé de GRCA et GRDI. Ce groupement dans le cadre du plan Dyle, doit servir d'avant-garde à la VII armée. L'escadron à cheval lui reste à la disposition de la division d'infanterie,,.
Le GRDI rejoint la région de Dunkerque mi-novembre. À la fin du mois les éléments motorisés rejoignent la région de Hazebrouck puis Bailleul mi-mars.

### Campagne des Pays-Bas, de Belgique et de France

#### Éléments motorisés
Face à l'invasion allemande le 10 mai, les éléments motorisés sont envoyés aux Pays-Bas. Il franchit l'Escaut dans des barques à moteurs et des bacs le 11 mai. il combat à Breda le 14 mai puis à Hoogereide le 15 mai avant de se replier sur Anvers le 16 mai. Il se replie en France au il défend les ponts de la Bresle à Gamaches (Somme) du 21 au 31 mai. Le GRDI repère les positions de la tête de pont allemande autour d'Abbeville, en recueillant les témoignages des civils et en menant de nombreuses patrouilles, dont une jusqu'à l'état-major d'un des bataillons allemands. Les cavaliers prennent contact avec la 2e, la 3e et la 5e DLC qui se mettent en position pour la bataille d'Abbeville, ainsi qu'avec les Britanniques. 
Il se replie ensuite vers la Normandie et reçoit l'ordre de rassembler des éléments disperser de cavalerie pour défendre Lyons-la-Forêt dans l'Eure, mission qu'il effectue du 8 au 10 juin. Il continue de se replier et les quelques survivants combattent une dernière fois à Moncontour avec la 1re DLM avant de se replier en Charente. 

#### Éléments hippomobiles
Quant à eux, les éléments hippomobiles partent pour Hulst en Hollande par le train. Le 20 mai 1940, ils couvrent la mise en place du 48e régiment d'infanterie à Doel. Ils combattent dans des actions retardatrices et échappent de peu à l'encerclement à Wormhout le 28 mai. Ils se replient avec la division vers Dunkerque et participent à la défense des plages. Le GRDI résiste sur le canal de la Bassée et de Colme, en liaison avec la Garde Anglaise[Laquelle ?]. 
Seule une toute petite partie de l'unité est embarquée le 4 juin. Il débarque à Douvres et Bournemouth. Il embarque pour Brest depuis Plymouth le 7 juin. Il rejoint Alençon et Lisieux où il est soudé au 32e GRDI. Il combat le 15 juin à Pont-d'Ouilly dans le Calvados. La suite n'est plus qu'une succession de replis qui se termine à Limoges. 
Le 27e GRDI pour son action lors de la campagne, a reçu une citation à l'ordre de l'armée et la croix de guerre 1939-1945.

## Ordre de bataille
- Commandement :  lieutenant-colonel François puis chef d’escadrons Vonderheyden à partir du 7 octobre 1939 puis capitaine Salesse-Lavergne à partir du 16 mai 1940[18]
- Adjoint : capitaine Murier[18]
- Escadron hors rang : capitaine du Plessis de Grenedan puis capitaine de Durfort à partir du 5 mai 1940[21]
- Escadron hippomobile : capitaine Salesse-Lavergne puis lieutenant Dubray à partir du 16 mai 1940[22]
- Escadron motorisé : lieutenant de Durfort puis lieutenant Guigou à partir du 17 septembre 1939[8]
- Escadron mitrailleuses et canons : capitaine du Rostu puis lieutenant Bernier à partir du 14 décembre 1939[23]

De la mobilisation de septembre 1939 jusqu'en avril 1940, les éléments motocyclistes sont en fait pour partie embarqués sur des voitures de tourisme de réquisition. De nouveaux side-cars remplaçant les matériels de réquisition sont perçus mi-avril 1940 à Montlhéry.